# Профіль Ейнасто

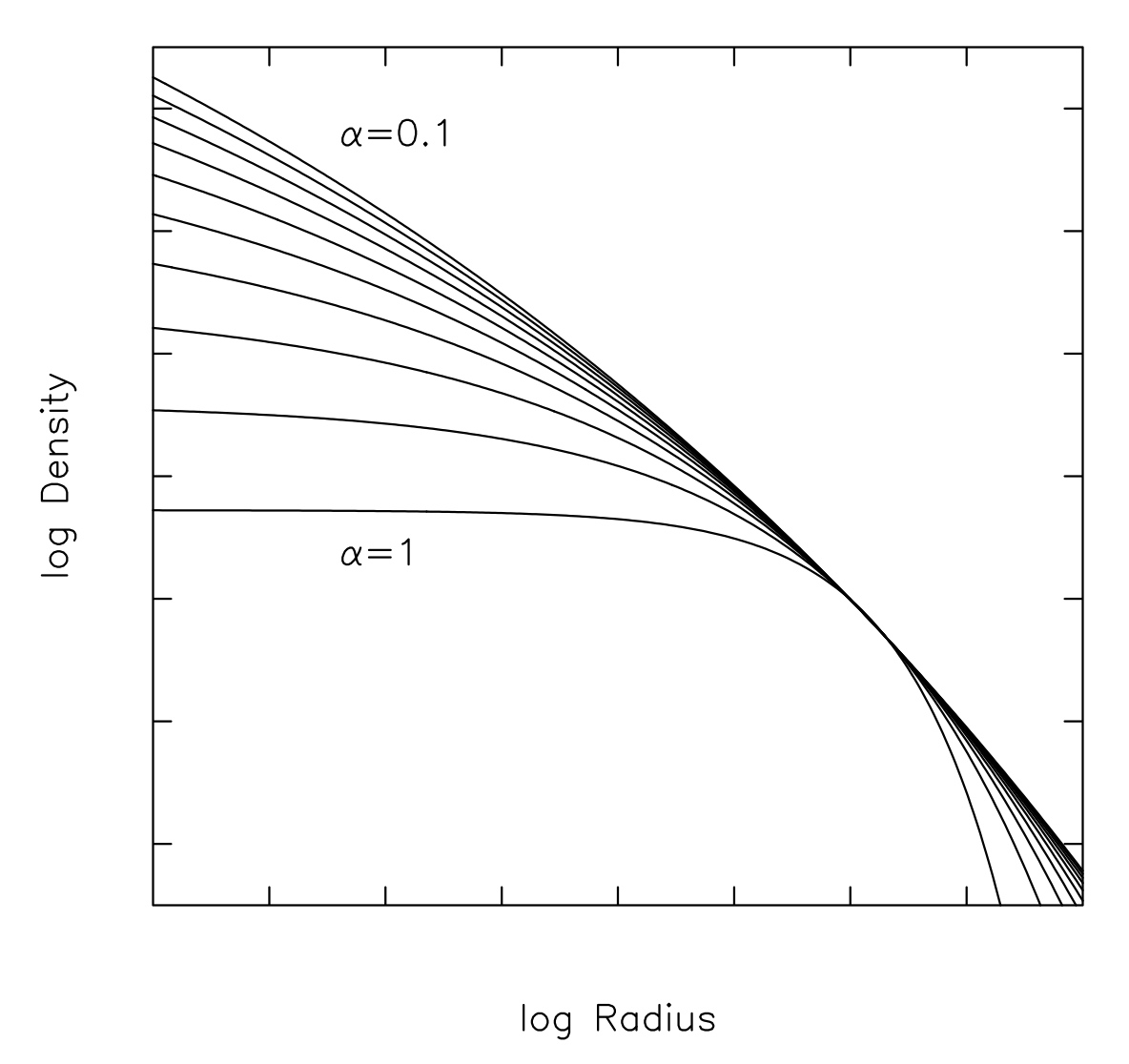
Профілі Ейнасто.

Профіль Ейнасто (або модель Ейнасто) — математична функція, що описує, як щільність {\displaystyle \rho } кулястої зоряної системи змінюється з відстанню {\displaystyle r} від її центру. Яан Ейнасто вперше виклав свою модель на конференції 1963 року в Алмати, Казахстан.
Профіль Ейнасто має форму ступеневого логарифмічного схилу:
{\displaystyle \gamma (r)\equiv -{\frac {\operatorname {d} \ln \rho (r)}{\operatorname {d} \ln r}}\propto r^{\alpha }},
що можна переписати у вигляді:
{\displaystyle \rho (r)\propto \exp {(-Ar^{\alpha })}.}
Параметр {\displaystyle \alpha } контролює ступінь вигину профілю. Це можна побачити, обчислюючи схил на логарифм-логарифмічному графіку:
{\displaystyle d\ (\log \rho )/d\ (\log r)\propto -r^{\alpha }.}
Чим більше значення {\displaystyle \alpha }, тим різкіше змінюється нахил із радіусом (див.малюнок). Закон Ейнасто можна описати як узагальнення ступеневого закону, {\displaystyle \rho \propto r^{-N}}, який має постійний нахил на логарифм-логарифмічному графіку.
Профіль Ейнасто має однакову форму з профілем Серсіка, який використовується для опису поверхневої яскравості (тобто, проектованої щільності) галактик.

Модель Ейнасто використовується для опису багатьох типів систем, зокрема галактик і гало темної матерії.